# آهیانه گنبد
آهیانه گنبد به معنی جمجمه است. در گنبدهای دوپوسته پوشش زیرین را هم به این نام می‌خوانند. آهیانه گنبد به «کدنبه» نیز مصطلح است.